# Rathaus Mücheln

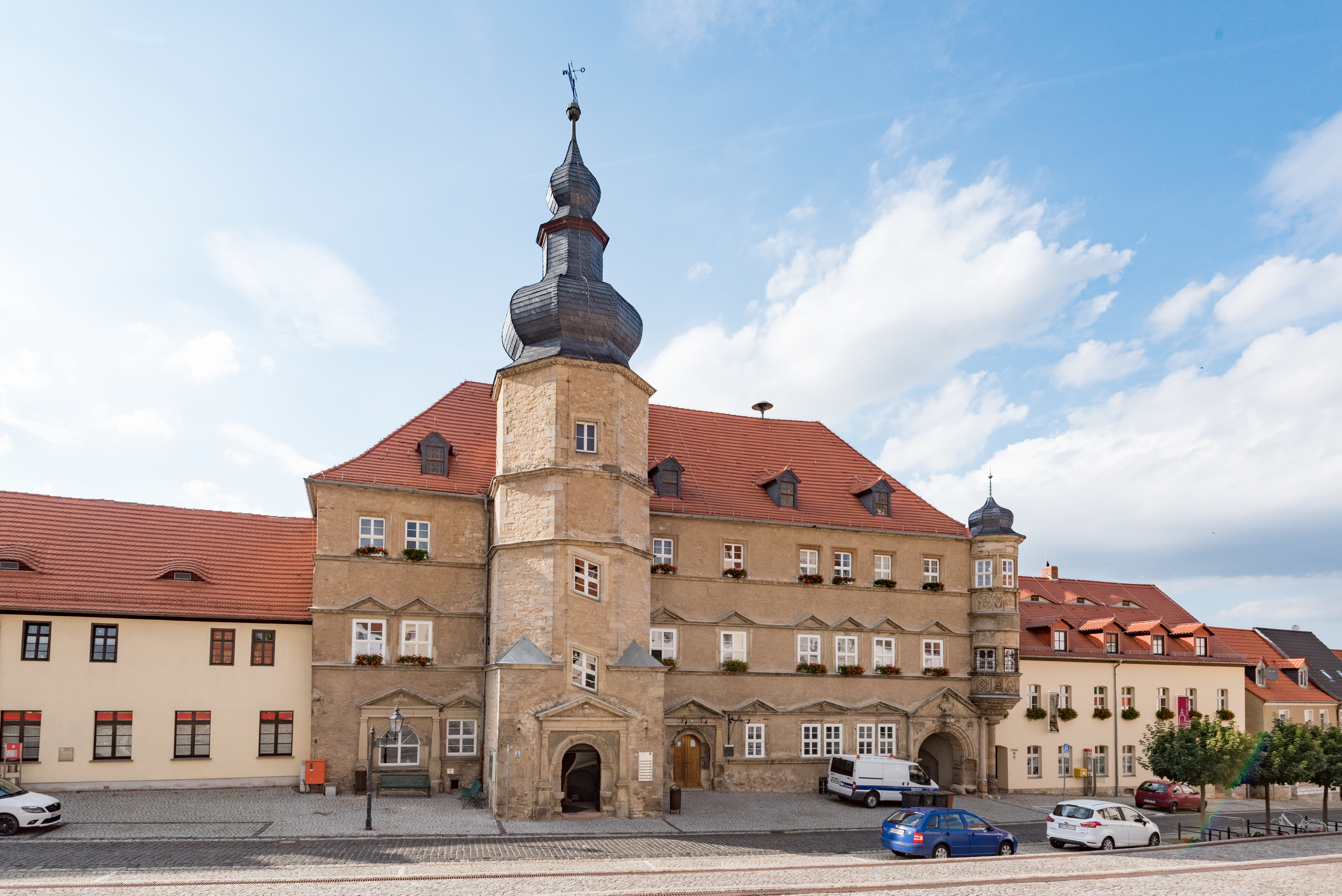
Rathaus von Mücheln

Das Rathaus Mücheln ist ein denkmalgeschütztes Bauwerk der Stadt Mücheln in Sachsen-Anhalt. Im örtlichen Denkmalverzeichnis ist es unter der Erfassungsnummer 094 20310 als Baudenkmal verzeichnet. Es gehört zum Denkmalbereich Altstadt mit der Erfassungsnummer 094 20333.
Das Gebäude wurde 1571 errichtet. Es handelt sich um einen für Mitteldeutschland typischen Renaissancebau mit vorgelagertem Turm und einem haubenbekrönten Eckerker. Das Rathaus mit der Adresse Markt 1 liegt an der Nordseite des Marktplatzes von Mücheln.